# Ljuddos
Ljuddos är ett mått på den samlade ljudnivån över en viss tid. Begreppet används i första hand i samband med störande eller skadliga ljud. Ljuddosen uttrycks normalt som ett värde i form av en ekvivalent ljudnivå (ofta betecknad Leq, ibland LAT), som är den konstanta ljudnivån som skulle motsvara samma totala effekt som den faktiska, varierande ljudbilden.
Leq beräknas genom medelvärdesbildning (integrering) under en viss tid.